# Mary Beth Hurt
Mary Beth Hurt, właśc. Mary Beth Supinger (ur. 26 września 1946 w Marshalltown) – amerykańska aktorka teatralna i filmowa.

## Życiorys
Córka Forresta Claytona Supingera i Delores Lenore Andre, w dzieciństwie opiekowała się nią inna rodowita mieszkanka Marshalltown − późniejsza aktorka Jean Seberg. Studiowała na wydziale teatralnym w Tisch School of the Arts przy Uniwersytecie Nowojorskim. W 1968 roku otrzymała licencjat na wydziale dramatu na Uniwersytecie Stanu Iowy w Iowa City.
W 1973 roku zadebiutowała na nowojorskiej scenie Equity Library Theatre w sztuce Nowa dziewczyna w miasteczku (New Girl in Town), a następnie wystąpiła na Off-Broadwayu w komedii szekspirowskiej Jak wam się podoba (As You Like It) podczas New York Shakespeare Festival oraz w 1974 roku zagrała na Broadwayu w przedstawieniu Miłość dla miłości (Love for Love) jako panna Prue. Była trzykrotnie nominowana do nagrody Tony za role w spektaklach broadwayowskich: Dobra Trelawny (Trelawny of the "Wells", od 15 października do 23 listopada 1975) w roli panny Rose Trelawny, Zbrodnie serca (Crimes of the Heart, od 4 listopada 1981 do 13 lutego 1983) jako Meg MaGrath (nagroda Obie) i Dobroczyńcy (Benefactors, od 22 grudnia 1985 do 29 czerwca 1986) w roli Sheili.
Po gościnnym występie w serialu CBS Kojak (1976) pojawiła się po raz pierwszy na dużym ekranie w roli Joey, najmłodszej z trzech sióstr w dramacie Woody'ego Allena Wnętrza (Interiors, 1978), za którą zdobyła nominację do nagrody Brytyjskiej Akademii Filmowej (BAFTA). Od tamtej pory zagrała w filmach fabularnych: Bez pamięci (Head Over Heels, 1979) jako Laura, komediodramacie Świat według Garpa (The World According to Garp, 1982) w roli Helen Holm Garp, Martina Scorsese Wiek niewinności (The Age of Innocence, 1993) jako Regina Beaufort, Miłość w Nowym Jorku (Autumn in New York, 2000) w roli doktor Sibley, Kobieta w błękitnej wodzie (Lady in the Water, 2006) jako pani Bell oraz Siedem żyć (The Dead Girl, 2006) jako żona kryminalisty Ruth. W 1995 roku wcieliła się w postać Jean Seberg w filmie dokumentalnym Z dzienników Jean Seberg (From the Journals of Jean Seberg).
Była żoną Williama Hurta (1971−1982). W 1983 roku wyszła ponownie za mąż za scenarzystę i reżysera Paula Schradera. Mają córkę Molly Johannę (ur. 1984) i syna Sama (ur. 1988).